# Legend (série télévisée)
Ne doit pas être confondu avec Legends.
Legend est une série télévisée américaine de space western en treize épisodes de 45 minutes diffusée entre le 18 avril et le 8 août 1995 sur le réseau UPN.
La série est inédite dans tous les pays francophones.

## Synopsis
L'écrivain Ernest Pratt sur les conseils de son agent, Harry Parver, se rend dans l'ouest sauvage afin de vivre de véritables aventures afin de l'inspirer pour l'écriture de nouveaux romans sur son héros de papier, Nicodemus Legend. Les fans du personnage pensent que Pratt est réellement Nicodemus Legend et qu'il a accompli tous les exploits des nouvelles. Un jour, une avocate représentant un groupe de fermiers migrants de la ville de Sheridan dans le Colorado vient rencontrer Pratt qu'elle prend pour Legend afin de les aider à contrer une riche propriétaire terrienne qui sème la terreur. Sur place, Pratt découvre qu'on a usurpé l'identité de Legend afin de faire croire que le cours d'eau convoitée par la propriétaire a été détourné par son héros. Mais en fait, il s'agit de l'action menée par un scientifique excentrique, Janos Bartok et son assistant Ramos. Ces derniers ont volontairement fait cela pour faire venir Legend dans leur ville. Pratt, qui accepte de se faire passer pour Legend sauvera les fermiers et la ville grâce aux scientifiques et leurs gadgets farfelus. C'est le début d'une aventure riche en rebondissements et en inventions extraordinaires…

## Distribution

### Acteurs principaux
- Richard Dean Anderson : Ernest Pratt / Nicodemus Legend
- John de Lancie : Professeur Janos Bartok
- Mark Adair-Rios : Huitzilopochtli Ramos
- Jarrad Paul : Skeeter

### Acteurs récurrents
- Robert Donner : Chamberlain Brown, maire de Sheridan
- Bob Balaban : Harry Parver
- Douglas Rowe (en) : Shérif Sam Motes
- John Chappell : Lamar, barman du saloon
- Ana Auther (en) : Henrietta
- Andrew Hill Newman : Milton Faber
- Robert Bradford Shelton : Grady

## Fiche technique
- Création : Bill Dial et Michael Piller
- Réalisation : Charles Correll, Michael Vejar, William Gereghty, Bob Balaban, Michael Caffey, James L. Conway et Steve Shaw
- Scénario : Bill Dial, Michael Piller, Timothy Burns, Carol Caldwell, Marianne Clarkson, John Considine, Peter Allan Fields, Ron Friedman, George Geiger, Frederick Rappaport, David Rich, Bob Shayne, Steven Stoliar, Robert Wilcox
- Production : Larry Rapaport
- Production exécutive : Richard Dean Anderson, Bill Dial, Michael Greenburg et Michael Piller
- Création des décors : Okowita et Herman F. Zimmerman
- Création des costumes : Taneia Lednicky
- Supervision des effets spéciaux : Henry Millar
- Supervision des effets visuels : Elan Soltes et Mitch Suskin
- Musique : Ken Harrison
- Photographie : Steve Shaw et Eyal Gordin
- Montage : Les Butler, Ron Binkowski, Regis Kimble et John Refoua
- Distribution : Fern Champion, Holly Hire et Mark Paladini
- Compagnies de production : Gekko Film Corp, Mike and Bill Productions et Paramount Television
- Compagnie de distribution : Paramount Television
- Durée : 60 minutes (Publicité incluse)
- Langue : Anglais Dolby Surround
- Image : Couleur
- Ratio : 1.33.1 plein écran

## Épisodes
1. Birth of a Legend, Part One
2. Birth of a Legend, Part Two
3. Mr. Pratt goes to Sheridan
4. Legend on His President's Secret Service
5. Custer's Next to Last Stand
6. The Life, Death, and Life of Wild Bill Hickock
7. Knee-High Noon
8. The Gospel According to Legend
9. Bone of Contention
10. Revenge of the Herd
11. Fall of a Legend
12. Clueless in San Francisco
13. Skeletons in the Closet

## DVD
- États-Unis :

L'intégralité des épisodes est sortie en DVD.
- Legend The Complete Series (Coffret 2 DVD-9) sorti le 5 janvier 2016 chez Mill Creek Entertainment. Le ratio écran est en 1.33:1 plein écran 4:3. L'audio est en anglais uniquement sans sous-titres ni suppléments. Il s'agit d'une édition Zone 1 NTSC.